# Rietz-Ausbau
Rietz-Ausbau ist ein bewohnter Gemeindeteil der Stadt Treuenbrietzen im Landkreis Potsdam-Mittelmark in Brandenburg.

## Geografische Lage
Der Gemeindeteil liegt südwestlich des Stadtzentrums unmittelbar an der Bundesstraße 2, die von dort kommend in südwestlicher Richtung aus der Stadt führt. Westlich befindet sich der zugehörige Ortsteil Rietz. Von Westen kommend fließt in nordöstlicher Richtung der Rietzer Mühlenbach an der Wohnbebauung vorbei. Die östlich und südlich gelegenen Flächen sind vorzugsweise bewaldet; im Osten fließt die Nieplitz von Süden kommend in nördlicher Richtung vorbei. Das Gelände fällt von rund 80 m ü. NHN Metern im Süden auf bis zu 71 m ü. NHN Meter im Norden ab.